# Autumn Variations
Autumn Variations (с англ. — «Осенние вариации») — седьмой студийный альбом британского автора-исполнителя Эда Ширана, вышедший 29 сентября 2023 года на лейбле певца Gingerbread Man Records. Это был его второй проект 2023 года после −, выпущенного четырьмя месяцами ранее, и первый студийный альбом, авторские права на который принадлежат ему. Это также его первый студийный альбом без коллабораций, название которого не является математическим символом.

## История
Эд Ширан анонсировал альбом 24 августа 2023 года. Он описал его: «Прошлой осенью я обнаружил, что мои друзья и я переживаем множество жизненных перемен. После жаркого лета все либо успокоилось, либо улеглось, либо развалилось, либо пришло в движение, либо взорвалось». Он также добавил: «Отец и брат рассказали мне о композиторе Эдуарде Элгаре, который написал „Энигма-вариации“, где каждая из 14 композиций была посвящена одному из его друзей. Это и вдохновило меня на создание этого альбома».

## Отзывы
| Совокупная оценка | Совокупная оценка |
| Источник          | Оценка            |
| ----------------- | ----------------- |
| AnyDecentMusic?   | 5.2/10            |
| Metacritic        | 62/100            |
| Оценки критиков   |                   |
| Источник          | Оценка            |
| The Arts Desk     | [ 9 ]             |
| The Guardian      | [ 10 ]            |
| The Independent   | [ 11 ]            |
| The Irish Times   | [ 12 ]            |
| NME               | [ 13 ]            |
| The Telegraph     | [ 14 ]            |

Autumn Variations получили 62 балла из 100 на агрегаторе рецензий Metacritic на основе шести отзывов критиков, что свидетельствует об «общем благоприятном» приёме.
Джеймс Холл из The Daily Telegraph дал альбому пять звёзд из пяти и назвал его «более мясистым, увлекательным и разнообразным, чем несколько монотонный Subtract», отметив, что «Ширан звучит как суперзаряженный Дэвид Грэй. Взрослый. Энергичный. Забудьте об осени, это альбом ярких новых рассветов». Хелен Браун из The Independent считает, что Ширан «придерживается стиля busker’n’beats, который сделал его самым продаваемым артистом последнего десятилетия», и в альбоме он «находится в спокойном, туманном режиме, а не в более кричащей танцпольной зоне Collaborations».
Другие оценки были менее радужными. Томас Смит написал в NME, что «нюансы и специфика написания песен его последнего альбома в значительной степени отсутствуют; вместо этого Autumn Variations напоминает бесцельное листание Instagram, размытые снимки событий, проносящихся мимо в рассеянном оцепенении». Рэйчел Ароэсти из The Guardian охарактеризовала альбом как «ещё один повод отчаяться от колоссальной популярности такой горделиво невообразимой, решительно неоригинальной и интеллектуально бедной музыки», с «пунктирными текстами, наполовину нелепыми даже по стандартам Ширана» и тем, что «многие из них не рифмуются, не сканируются и даже не имеют элементарного смысла».

## Коммерческий успех
Альбом дебютировал на первом месте британского хит-парада UK Albums Chart с тиражом 30 016 единиц (16 027 CD, 6,121 виниловых альбомов, 2 188 цифровых загрузок downloads и 5 680 стрим-потоков), став 7-и чарттоппером Ширана после + (2011), x (2014),÷ (2017), No.6 Collaborations Project (2019), = (2021) и - (2023).
В США альбом дебютировал на 4-м месте в Billboard 200 и стал уже седьмым по счёту диском Ширана в топ-10 чарта — все они достигали первой пятёрки. Это его второй дебют в пятёрке лучших в 2023 году, после того как в мае вышел альбом -. Тираж Autumn Variations в первую неделю составил 62,000 альбомных эквивалентов, из них 46,500 чистых альбомных продаж (6-й чартоппер Ширана в Top Album Sales), включая 33,500 на физических носителях (17,500 на CD и 16,000 на виниле) и около 13,000 цифровых загрузок. Показатель на виниле стал лучшим среди всех пластинок недели и для Ширана его 4-й чартоппер в чарте Vinyl Albums. На вторую неделю альбом сместился сразу на 96-е место Billboard 200..

## Список композиций
Вся музыка написана Эдом Шираном и Аароном Десснером, за исключением тех случаев, когда это указано. Все треки спродюсированы А. Десснером, за исключением «Spring», который также спродюсирован его братом Брайсом Десснером..
| №                   | Название                 | Автор(ы)                    | Длительность |
| ------------------- | ------------------------ | --------------------------- | ------------ |
| 1.                  | «Magical»                |                             | 3:14         |
| 2.                  | «England»                |                             | 3:46         |
| 3.                  | «Amazing»                |                             | 4:05         |
| 4.                  | «Plastic Bag»            |                             | 3:49         |
| 5.                  | «Blue»                   | Ширан Foy Vance [англ.]     | 2:33         |
| 6.                  | «American Town»          |                             | 3:17         |
| 7.                  | «That's on Me»           |                             | 3:47         |
| 8.                  | «Page»                   |                             | 3:51         |
| 9.                  | «Midnight»               |                             | 2:59         |
| 10.                 | «Spring»                 | Ширан А. Десснер Б. Десснер | 2:58         |
| 11.                 | «Punchline»              |                             | 3:26         |
| 12.                 | «When Will I Be Alright» |                             | 2:55         |
| 13.                 | «The Day I Was Born»     |                             | 4:12         |
| 14.                 | «Head > Heels»           |                             | 4:13         |
| Общая длительность: | Общая длительность:      | Общая длительность:         | 49:05        |

## Чарты
| Чарт (2023)                                  | Высшая позиция |
| -------------------------------------------- | -------------- |
| Австралия (ARIA)                             | 1              |
| Австрия (Ö3 Austria)                         | 1              |
| Бельгия/Фландрия (Ultratop)                  | 2              |
| Бельгия/Валлония (Ultratop)                  | 2              |
| Канада (Canadian Albums Chart)               | 4              |
| Дания (Hitlisten)                            | 2              |
| Нидерланды (Album Top 100)                   | 1              |
| Финляндия (Suomen virallinen lista)          | 9              |
| Франция (SNEP)                               | 5              |
| Германия (Offizielle Top 100)                | 1              |
| Ирландия (Irish Albums Chart)                | 2              |
| Нидерланды (Album Top 100)                   | 1              |
| Финляндия (Suomen virallinen lista)          | 9              |
| Германия (Offizielle Top 100)                | 1              |
| Ирландия (Irish Albums Chart)                | 2              |
| Япония (Digital Albums, Oricon)              | 6              |
| Япония (Hot Albums, Billboard Japan)         | 32             |
| Новая Зеландия (RMNZ)                        | 2              |
| Норвегия (VG-lista)                          | 3              |
| Португалия (AFP)                             | 8              |
| Шотландия (Scottish Albums Chart)            | 2              |
| Испания (PROMUSICAE)                         | 15             |
| Швеция (Sverigetopplistan)                   | 3              |
| Швейцария (Schweizer Hitparade)              | 2              |
| Великобритания (UK Albums Chart)             | 1              |
| Великобритания (UK Independent Albums Chart) | 1              |
| США (Billboard 200)                          | 4              |
| США (Billboard Folk Albums)                  | 1              |
| США (Billboard Top Album Sales)              | 1              |
| США (Billboard Vinyl Albums)                 | 1              |

## Сертификации
| Регион                                                                      | Сертификация | Продажи |
| --------------------------------------------------------------------------- | ------------ | ------- |
| Великобритания (BPI)                                                        | Серебряный   | 60 000  |
| Данные о продажах + прослушиваниях приведены только на основе сертификации. |              |         |